# Уайт, Кларенс Хадсон
Кларенс Хадсон Уайт (англ.  Clarence Hudson White, 8 апреля 1871 года, Вест-Карлайл, Огайо — 7 июля 1925 года, Мехико) — американский фотограф, представитель пикториализма.

## Биография

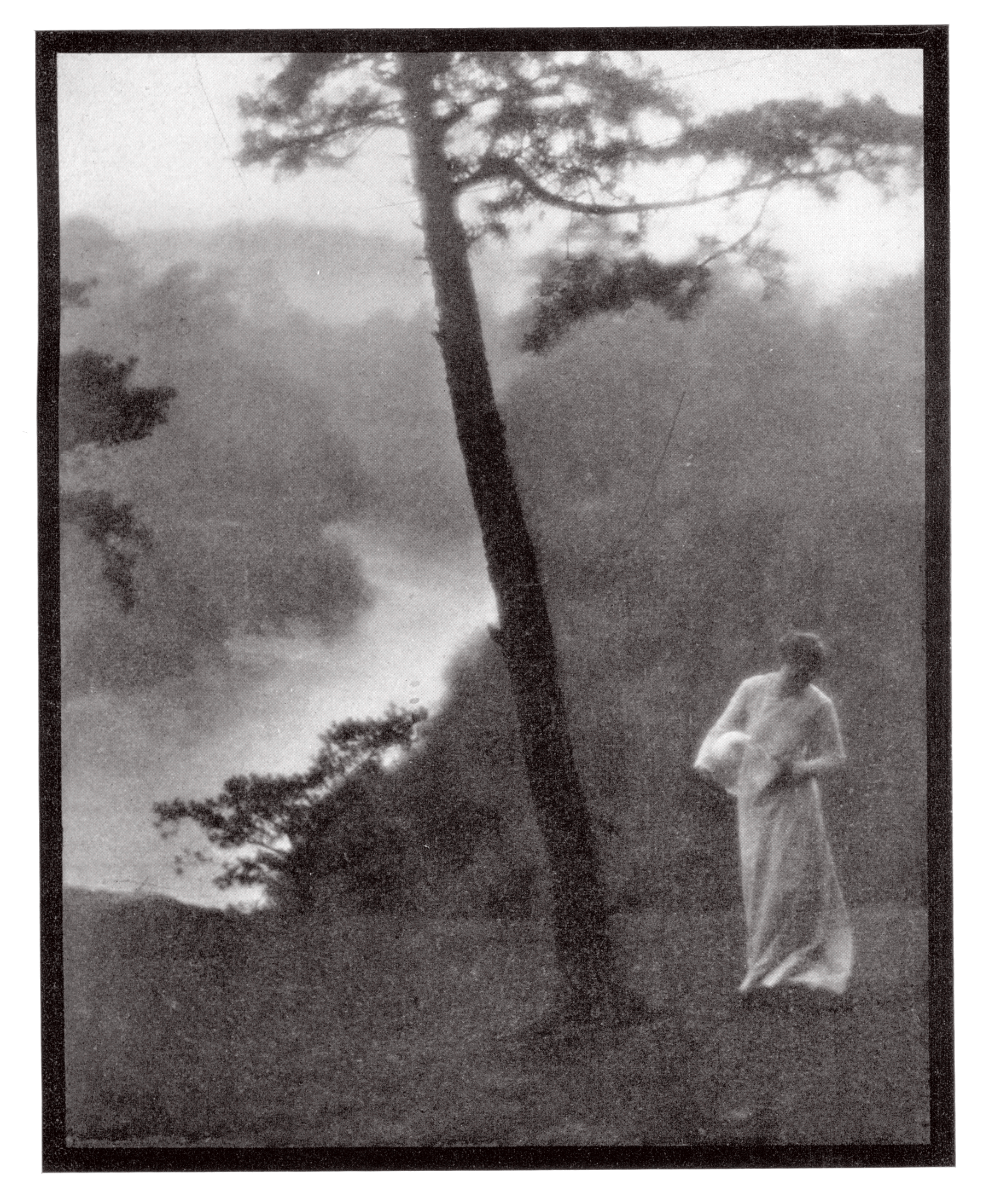
Кларенс Уайт. Вид с женской фигурой, 1908

Отец занимался оптовой бакалейной торговлей, Кларенс начинал счетоводом в той же фирме. Его жена, Джейн Феликс (они поженились в 1893 году) стала его музой, критиком, менеджером. Преобладающая часть фотографий сделана Уайтом в период между 1893 и 1906, когда он полный день был занят на службе в бакалейной фирме и мог использовать для занятий фотографией лишь вечернее время и выходные дни. Соответственно, снимать Кларенс мог в основном родственников и друзей. В 1898 году он создал клуб фотолюбителей-энтузиастов.
Получил медаль Ассоциации фотографов Огайо (1896), участвовал в Филадельфийском фотосалоне 1898 года. В том же году познакомился с Альфредом Стиглицем, стал вместе с ним одним из основателей движения Photo-Secession. В 1906 оставил службу в бакалейной торговле, переехал в Нью-Йорк и полностью занялся фотографией. Работы Уайта появлялись на выставках Photo-Secession, публиковались в ежеквартальнике Стиглица Camera Work. Его работам был посвящён целый выпуск журнала.

## Преподавательская деятельность
С 1907 года преподавал фотоискусство в Колумбийском университете. В 1914 году основал Школу современной фотографии. Был выдающимся преподавателем, среди его учеников — Маргарет Бурк-Уайт, Доротея Ланж, Дорис Ульманн, Пол Аутербридж и многие другие выдающиеся мастера американской фотографии.

## Уайт и Стиглиц
С 1910 года Стиглиц стал отходить от пикториализма в сторону прямой фотографии. Уайт не поддержал это направление его эволюции и остался крупнейшим представителем пикториализма. В 1916 году он стал одним из основателей Общества американских фотографов-пикториалистов и до 1921 года был его президентом. Общество устраивало собственные выставки, публиковало журнал, но главные свои задачи видело в сфере художественного образования.